# Listy z podróży do Ameryki
Listy z podróży do Ameryki – cykl reportaży autorstwa Henryka Sienkiewicza, pisanych podczas pobytu pisarza w Stanach Zjednoczonych w latach 1876–1877.

## Historia
Utwory te były wysyłane do kraju w formie listów i publikowane na łamach „Gazety Polskiej” od lutego 1876 do grudnia 1878. Całość w formie książkowej opublikowano w 1880 roku.
Zdzisław Najder stwierdził, że Listy... "są niewątpliwie same w sobie dziełem wybitnym". Literaturoznawcy analizowali m.in. opis ludności tubylczej (Indian) przedstawiony przez Sienkiewicza.